# Henriette Mendel
Auguste Henriette Mendel, född den 31 juli 1833 i Darmstadt, död den 12 november 1891 i München, var en tysk skådespelerska, morganatisk gemål till hertig Ludwig Wilhelm i Bayern. 
Henriette Mendel var engagerad som skådespelerska vid hovteatern i Darmstadt, där hon mötte Ludwig Wilhelm och inledde ett förhållande med honom. Ludwig Wilhelm var kusin till Bayerns monark och bror till kejsarinnan Elisabet av Österrike. Paret fick ett barn 1858. När ännu ett barn väntades 1859, beslöt de att gifta sig. För att kunna göra det avsade sig Ludwig Wihelm sin arvsrätt till Bayerns tron 9 maj 1859, samma dag Henriette nedkom med deras son. Hon fick titeln friherrinna von Wallersee 19 maj, och paret gifte sig 28 maj 1859.